# Axel Corin
Axel Rudolf Corin, född 5 oktober 1849 i Göteborg, död 23 januari 1919 i Stockholm, var en svensk maskiningenjör och ämbetsman.
Corin avlade examen vid Chalmerska slöjdskolan 1869 och vid Polytechnicum i Zürich 1871. Han praktiserade vid mekaniska verkstäder i Sverige och utlandet 1871–1875, var extra ingenjör vid Statens Järnvägar 1875, verkmästare där 1876, maskiningenjör i andra trafikdistriktet 1877–1890, maskindirektör i femte trafikdistriktet 1890–1897, distriktschef i tredje trafikdistriktet 1897–1902, tillförordnad överdirektör och chef för trafikavdelningen i Järnvägsstyrelsen 1901 och ordinarie 1902–1907.
Corin var ledamot av svenska utställningskommittén för världsutställningen i Paris 1878 och av styrelsen för Svenska teknologföreningen 1892–1898. Han var ledamot av Malmö stadsfullmäktige, drätselkammare och hamnstyrelse 1899–1901, ledamot av direktionen för Statens Järnvägars pensionsinrättning 1892–1898, av Stockholms stads hamnstyrelse 1909, av styrelsen för Stockholms sjukhem 1910 och vice ordförande i centralrådet för frivilliga sjukvården i fält 1910–1914. Corin är begravd på Norra begravningsplatsen utanför Stockholm.